# Попадик Назарій Богданович
Наза́рій Богда́нович Попа́дик (27 січня 1993 — 31 серпня 2014) — солдат 80-ї окремої десантно-штурмової бригади Збройних сил України, учасник російсько-української війни.

## Короткий життєпис
Народився 1993 року в селі Дроздовичі (Городоцький район, Львівська область). Закінчив Дроздовицьку ЗОШ. У часі війни — військовослужбовець за контрактом 1-ї роти 80-ї окремої аеромобільної бригади, гранатометник.
Загинув 31 серпня 2014 р. під час обстрілу аеропорту м. Луганськ.
Тіло Назарія, разом з тілами інших десантників солдата Кльоба Миколи Івановича, солдата Дзюбана Максима Мирославовича та капітана Євгена Іванова були доставлені до моргу м. Лутугіно (на території, захопленій сепаратистами та російськими терористами). 16 жовтня 2014 р. тіла 5-х загиблих десантників були вивезені з м. Лутугіно представниками Цивільно-військового співробітництва Міністерства оборони України та доставлені до м. Дніпропетровськ. Тілам було присвоєно № 797/Л, 798/Л, 799/Л, 800/Л, 801/Л. Двоє загиблих: Назарій та капітан Євген Іванов були ідентифіковані на підставі тестів ДНК (№ 797/Л та 800/Л). Ще двоє: Дзюбан Мирослав Володимирович (№ 798/Л) та солдат Кльоб Микола Іванович (№ 799/Л) ідентифіковані по ДНК та визнані загиблими слідчими органами, про що складено відповідну постанову. Похований 26 жовтня 2014 року в рідному селі.

## Нагороди та вшанування
За особисту мужність і героїзм, виявлені в захисті державного суверенітету та територіальної цілісності України, вірність військовій присязі під час російсько-української війни, відзначений — нагороджений:
- 14 березня 2015 року — орденом За мужність III ступеня (посмертно);[1]
- нагрудним знаком «За оборону Луганського аеропорту» (посмертно);
- у травні 2015 року в селі Дроздовичі відкрили меморіальну дошку Назару Попадику
- в листопаді 2016 року Дроздовицькій школі присвоєне ім'я Назарія Попадика
- Його портрет розміщений на меморіалі «Стіна пам'яті полеглих за Україну» у Києві: секція 4, ряд 5, місце 11
- Вшановується 31 серпня на щоденному ранковому церемоніалі вшанування українських захисників, які загинули цього дня у різні роки внаслідок російської збройної агресії[2]